# Shigeru Egami
Shigeru Egami (en japonès: 江上 茂, Egami Shigeru) (7 de desembre del 1912, Ōmuta, Prefectura de Fukuoka, Japó - Tòquio (Japó), 8 de gener del 1981) va ser un pioner dins del karate shotokan i fundador de l'estil shotokai. Va ser estudiant directe de Gichin Funakoshi, pare del karate modern, al qual va conèixer Egami mentre estudiava a la Universitat de Waseda.
Amb Funakoshi i el seu fill Gigō Funakoshi, Egami viatjà per tot Japó fent exhibicions de karate per promoure'l com una art marcial més del país. Va ser escollit per formar part del comitè d'avaluació de Gichin Funakoshi, sent l'instructor més jove en rebre aquest honor. Ensenyar karate a les universitats de Gakushin, Chūō i de Toho. El 1949, ajudar a establir l'Associació japonesa de karate.